# Xã Springdale, Quận Allegheny, Pennsylvania
Xã Springdale (tiếng Anh: Springdale Township) là một xã thuộc quận Allegheny, tiểu bang Pennsylvania, Hoa Kỳ. Năm 2010, dân số của xã này là 1.636 người.